# Piana di Rascino
Piana di Rascino este o arie protejată (arie specială de conservare — SAC, sit de importanță comunitară — SCI) din Italia întinsă pe o suprafață de 245 ha, integral pe uscat.

## Localizare
Centrul sitului Piana di Rascino este situat la coordonatele 42°20′32″N 13°09′00″E / 42.342222°N 13.15°E.

## Înființare
Situl Piana di Rascino a fost declarat sit de importanță comunitară în iunie 1995 pentru a proteja 11 specii de animale. Situl a fost protejat și ca arie specială de conservare în decembrie 2016.

## Biodiversitate
Situată în ecoregiunea mediteraneană, aria protejată conține 4 habitate naturale: Formațiuni ierboase bogate în specii de Nardus, dezvoltate pe substraturi silicioase în zone montane (și în zone submontane, în Europa continentală), Lacuri eutrofice naturale cu vegetație de tip Magnopotamion sau Hydrocharition, Iazuri temporare mediteraneene, Pajiști uscate seminaturale și facies de acoperire cu tufișuri pe substraturi calcaroase (Festuco-Brometalia) (* situri importante pentru orhidee).
La baza desemnării sitului se află mai multe specii protejate:
- păsări (9): potârnichea de stâncă (Alectoris graeca graeca), fâsă-de-câmp (Anthus campestris), caprimulg (Caprimulgus europaeus), prepeliță (Coturnix coturnix), Gallinago media, sfrâncioc roșiatic (Lanius collurio), ciocârlie de pădure (Lullula arborea), mierlă de piatră (Monticola saxatilis), fluierar de mlaștină (Tringa glareola)
- mamifere (2): lupul (Canis lupus), urs brun (Ursus arctos)

Pe lângă speciile protejate, pe teritoriul sitului au mai fost identificate 5 specii de plante, 3 specii de păsări, 1 specie de mamifere.